# Guy Spier
Guy Spier (Pietermaritzburg, 4 de febrero de 1966) es un inversor con sede en Zúrich. Es autor de The Education of a Value Investor. Spier es el gerente del fondo Aquamarine con 350 millones de dólares en activos. Es conocido por ofrecer 650.100 dólares con Mohnish Pabrai para un comida benéfica con Warren Buffett en 2008. En 2009, apareció en The Checklist Manifesto, de Atul Gawande en cuanto a su uso de listas de verificación (checklists) como parte de su proceso de inversión.

## Educación y primeros años de vida
Spier nació en 1966 en Pietermaritzburg, Sudáfrica. Cuando tenía tres meses, su familia se trasladó a Tel Aviv, Israel, donde asistió a la guardería. En 1970, su familia se trasladó a Irán, donde asistió a la escuela de la embajada británica en Teherán. En 1977, su familia se trasladó de nuevo a Richmond al Reino Unido, y asistió a la City of London Freemen's School, en Ashtead, Surrey, como pensionista semanal. En 1984, se matriculó para estudiar Derecho en el Brasenose College de Oxford, donde fue tutorizado por Hugh Collins y Mary Stokes, entre otros. Dos años después, en 1986, pasó a estudiar PPE (Política, Filosofía y Economía). Entre sus tutores se encontraba Peter Sinclair de Economía, donde ocasionalmente compartía tutoriales con David Cameron, que se convertiría en primer ministro del Reino Unido. También estudió política con Vernon Bogdanor. Aunque fue completamente mediocre en política, demostró ser un economista capaz y se graduó con un título de primera clase, después de haber recibido también el premio Georg Webb Medley por su desempeño en economía.
Durante sus veranos universitarios, Spier también completó cursos de estudios en la Universidad Ruprecht Karl de Heidelberg y en la Harvard Summer School. También hizo prácticas en la Creditanstalt en Londres.
En 1990, a Spier se le ofrecieron plazas tanto en el programa de doctorado en economía y negocios conjuntos como en el programa MBA de Harvard. Optó por hacer el MBA y, en 1993, completó su MBA. Entre los contemporáneos de HBS están Mark Pincus, Chris Hohn y Sherry Coutu.

## Carrera
De 1988 a 1990, Spier fue asociado de Braxton Associates, la empresa de consultoría estratégica que después se vendió a Deloitte Consulting. Con sede en las oficinas de Londres y París, Spier trabajó con sus colegas David Pitt-Watson, Michael Liebreich y otros para asesorar a empresas británicas y europeas sobre su estrategia respecto al mercado común europeo. Posteriormente, realizó prácticas en la Unidad de Estudios Avanzados (Cellule de Prospective) de la Comisión Europea en Bruselas.
En su libro, Spier escribe que, aunque entrevistó a empresas como Goldman Sachs y JP Morgan durante su último año en la Harvard Business School, rechazó estas empresas para trabajar para el menos conocido DH Blair. Allí, como vicepresidente, buscó financiación para startups de nuevas tecnologías. Posteriormente, Spier describió esta experiencia como "no muy diferente" de la película Wolf of Wall Street. Fue una decisión profesional de la que rápidamente llegó a lamentar.
Cuando dejó la banca de inversión, Spier fundó Aquamarine Fund, una asociación de inversión inspirada y diseñada después de las asociaciones de inversión de Warren Buffett de los años 50. Spier sigue gestionando el fondo hoy, y tenía 300 millones de dólares en AUM a junio de 2021.
Spier sigue de cerca los principios de Warren Buffett sobre la inversión valiosa y la asignación de capital. Sin embargo, también admite que la inversión de valor ha cambiado con el tiempo, ya que la popularidad del estilo hace que, por lo general, haya menos oportunidades disponibles para los inversores. Aún habría ideas que van a funcionar, pero el exitoso inversor de valor de hoy debe mirar más allá ya veces pensar fuera de la caja. Más recientemente, Spier ha evitado toda forma de activismo, afirmando: "Mi objetivo como inversor es acumular dinero para mis accionistas, no hacer peleas innecesarias ni comportarme como un vengador moral".
Spier ha defendido regularmente la probidad y la modestia en la gestión de las empresas financieras. En 2008, Spier publicó un artículo junto con Peter Sinclair y Tom Skinner sobre "Bonusas, Credit Rating Agencies and the Credit Crunch" que argumentaba que parte de la causa de la crisis de 2008 fue el corto plazo que llevaba a un error de cálculo de las bonificaciones en la calificación crediticia. y otras empresas financieras. También abogó firmemente a favor de las comisiones de gestión cero cuando se trata de la gestión profesional de inversiones. Spier ha defendido que Suiza se convierta en un centro de excelencia inversora, y escribió "mientras los clusters de biotecnología, salud y tecnología de Suiza están extraordinariamente bien desarrollados, la banca privada suiza todavía tiene un largo camino por recorrer".
En 2003, junto con David Einhorn, Bill Ackman y Whitney Tilson, Spier se convirtió en el objetivo de las investigaciones de Eliot Spitzer, entonces el fiscal general de Nueva York, así como de la Comisión de Valores y Bolsa de Estados Unidos sobre ventas a corto de Farmer. Mac, MBIA y Allied Capital. La caída de estas empresas durante la crisis financiera de finales de los años 2000 reivindicó su breve tesis y se convirtió en el tema de los libros de Ackman  y Einhorn.
En 2014, Palgrave MacMillan publicó The Education of Value Investor que narra las primeras luchas de la carrera de Spier en la banca de inversión en Wall Street y su transformación en un inversor de valor. El libro ha vendido más de 175.000 copias en inglés y se ha traducido al español, alemán, japonés, coreano, chino, polaco, hebreo y vietnamita.
En 2016, Spier, junto con Phil Town y Matthew P. Peterson, solicitaron con éxito al juez Sontchi en el Tribunal de quiebras de Delaware para formar un comité oficial de accionistas de Horsehead Corporation que se había presentado en quiebra a principios de ese año.
En 2019, en una entrevista de YouTube con Tilman Versch de ValueDACH, Spier comparó el arte de la selección de valores con "borrachos en los bares" haciendo referencia también a Dan Bilzerian.
En 2020, Spier organizó un panel sobre "El futuro de la inversión inteligente" con Niall Ferguson, Sandy Climan y Daniel Aegerter. Spier acoge también una conferencia anual de inversión en Klosters llamada "VALUEx". Entre los asistentes se encuentran Joe Chapman y Richard Reese, el antiguo consejero delegado de Iron Mountain.
Spier es también un comentarista financiero ocasional en los medios.

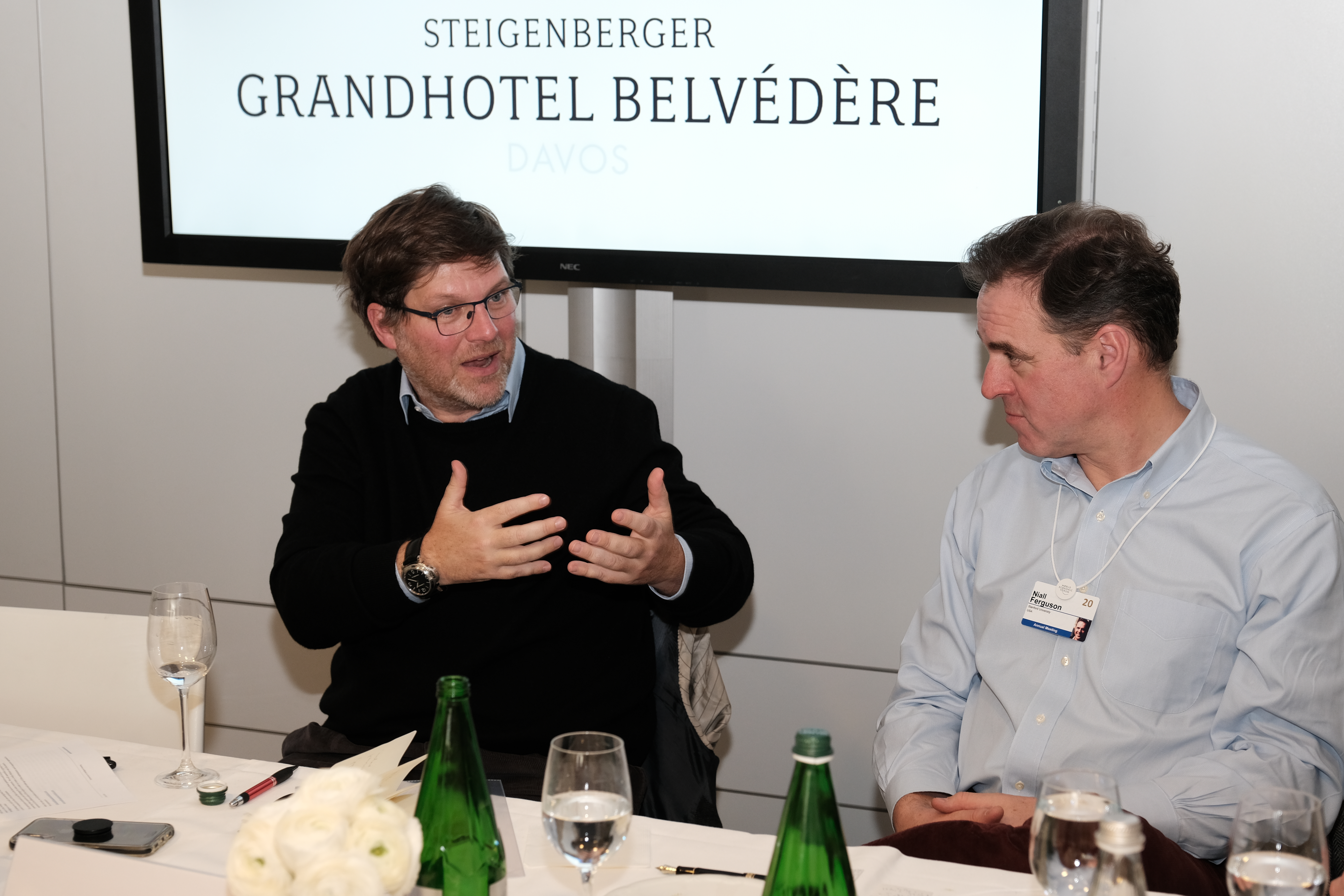
Guy Spier hablando con Niall Ferguson durante el Foro Económico Mundial

### Aportaciones sin ánimo de lucro
En 1997, Spier se pronunció en The Independent contra la creciente intrusión de los paparazzi en la vida pública británica, escribiendo "...si un régimen así hubiera existido antes del pasado fin de semana, todos los tabloides que publicaron fotografías de la princesa Diana y Dodi durante su verano habrían tenido que pagar parte de sus beneficios como compensación.No creo que sea necesaria una mente jurídica demasiado fina para distinguir entre eventos públicos, como discursos y visitas al hospital, y eventos privados, como una excursión a esquí con los hijos o un viaje en coche con un amigo." En el año 2002, escribiendo al Financial Times, Spier cuestionó los motivos de los directores de la Hershey Trust Company para vender su participación y preguntó: "¿Por qué alguien con la cabeza clara quisiera cambiar una parte importante de Hershey, teniendo en cuenta sus excelentes características, para una parte insignificante de un conjunto de negocios estadounidenses, ¿probablemente elegido por algún asesor que es mejor para ser seleccionado que para ofrecer un rendimiento de la inversión?". Spier se dirige regularmente a estudiantes y otros públicos, tales como el MIT, Ivey School of Business,  Harvard Business School y Google.
De 2000 a 2005, Spier ejerció como presidente de la Asociación de Antiguos Alumnos de Oxford de Nueva York con el apoyo cercano de Amanda Pullinger. Bajo su liderazgo y el de Pullinger, la asociación creció hasta más de 5.000 miembros y fue pionera en aportar un enfoque al estilo americano de las relaciones con los antiguos alumnos en una universidad británica.  De 2007 a 2009, Spier formó parte del Consejo Asesor de la Fundación Dakshana. En 2011, Spier fundó la conferencia VALUEx en Klosters. En 2017, Spier se unió a la junta directiva recientemente formada por la Swiss Friends of Oxford University.  También forma parte del consejo de UN Watch y de los consejos asesores de Horasis y World Minds. También es miembro del Consejo Internacional de la Global Leadership Foundation, que fue fundada por el ganador del Premio Nobel de la Paz FW de Klerk.

## Vida personal
Spier vive en Zúrich. Está relacionado con las familias bancarias Lazard, Speyer y Rothschild a través de su bisabuela, Johanna Lazard. Es un antiguo residente de Tuxedo Park, Nueva York, el pueblo construido por Pierre Lorillard a finales de 1800, donde vivía en Bruce Price Cottage. Es miembro de la Organización de Emprendedores y de la Organización de Jóvenes Presidentes.